# Dobri Dobrev
Dobri Dimitrov Dobrev —en búlgaro: Добре Димитров Добрев—, (Baylovo, Sofía; 20 de julio de 1914-13 de febrero de 2018) fue un mendigo búlgaro que caminaba aproximadamente 20 kilómetros cada día para sentarse o estar de pie en frente de la catedral de Alejandro Nevski de Sofía y mendigar dinero. Dobrev donaba todo lo que ganaba a caridades, orfanatos, monasterios e iglesias.

## Biografía
El Santo de Baylovo donaba todo el dinero que ganaba a través de la mendicidad a obras de caridad, orfanatos, iglesias y monasterios. Su padre Dimitar murió en la Primera Guerra Mundial, y fue criado por su madre Katerina. En uno de los bombardeos de Sofía durante la Segunda Guerra Mundial, un proyectil cayó cerca de él y perdió casi toda su audición. Se casó en 1940 y tuvo cuatro hijos, de los cuales le sobrevivieron dos.
Con el paso de los años, se separó de los aspectos materiales de la vida y se dedicó por completo al mundo espiritual. Alrededor del año 2000, decidió donar todos sus bienes a la Iglesia. En ese momento inició su misión de recaudar fondos para la restauración de iglesias y monasterios en Bulgaria.
En 2009 donó 35 700 levs —unos 20 000 €— a la catedral de Alejandro Nevski de Sofía. Esta nueva dirección en su vida y el ejemplo que dio con su ascetismo llevó a muchos a llamarlo «El santo de Baylovo». Vivió varios años muy modestamente en una pequeña extensión de la iglesia de los santos Cirilo y Metodio, en su pueblo natal de Baylovo. Una de sus hijas lo visitaba regularmente. El 13 de febrero de 2018 falleció en el monasterio de Kremikovtsi a los 103 años. Fue enterrado en la misma extensión de la iglesia de los santos Cirilo y Metodio donde vivió gran parte de su vida espiritual.

## Donaciones
Hasta el año 2018 había donado más de 80,000 leva búlgaras a distintas iglesias y caridades. Sus mayores donaciones fueron:
- 10,000 leva búlgaras a la iglesia de los santos Cirilo y Metodio, en su pueblo natal de Baylovo.[7]
- 25.000 leva búlgaras para la restauración del Monasterio Madre María de Eleshnishki, ubicado al este de Sofía, y la iglesia local en el pueblo de Gorno Kamartsi.[7]
- 35.700 leva búlgaras para la Catedral de Alexander Nevsky en Sofía, la mayor donación en la historia conocida de la catedral en más de 100 años.[8]

## Legado y culto

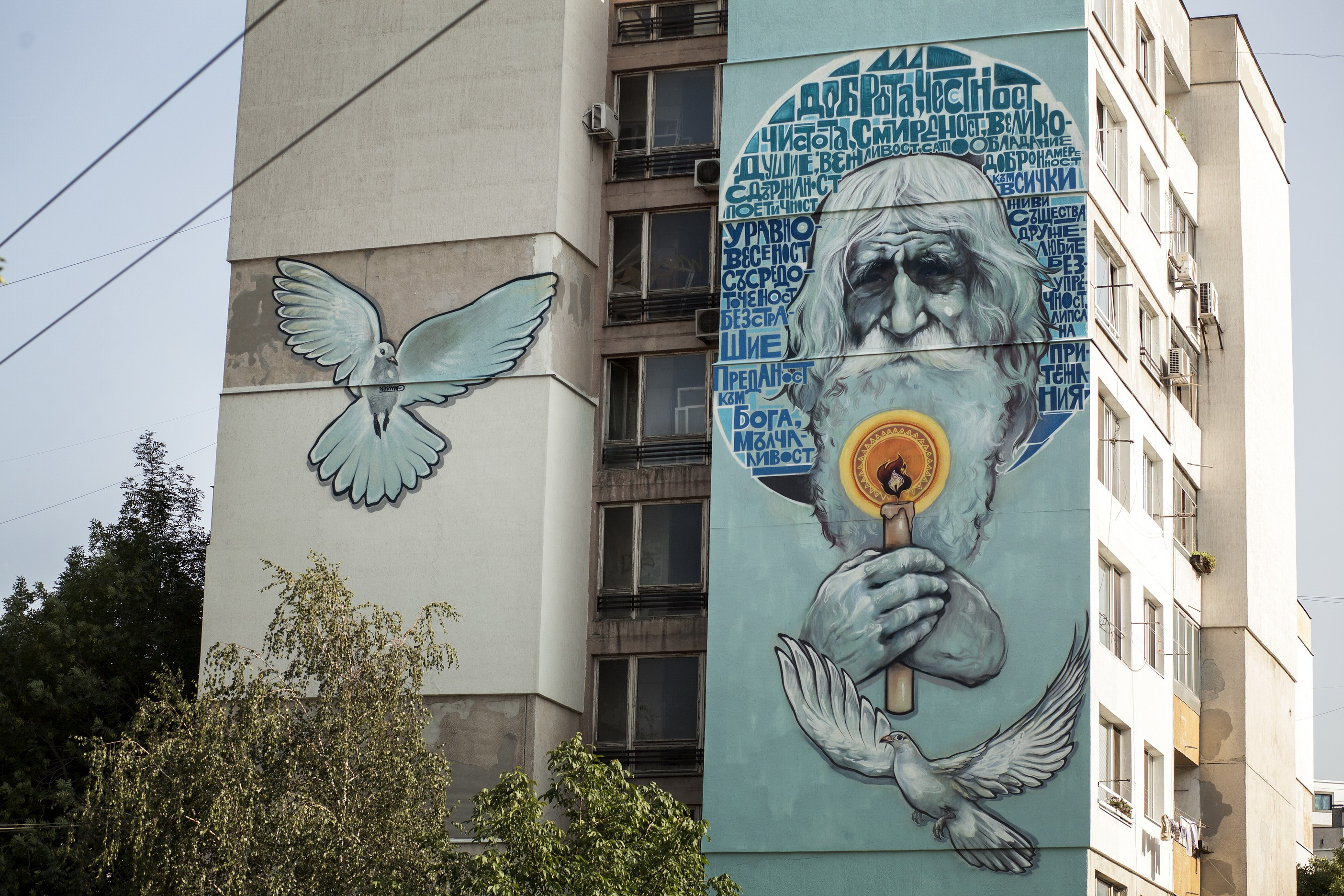
Mural de Dobri Dobrev en Sofía.

En 2019 se estrenó el documental The Silent Angel centrado en su vida.
Dobri es considerado como uno de los más altos ejemplos morales de la historia búlgara. Su amabilidad, modestia, estilo de vida ascético y profunda generosidad son vistos por muchos como un modelo moral sobresaliente.
En 2018 el artista callejero Nassimo pintó un mural con su imagen en Sofía. Ese mismo año se reveló en la Iglesia de la Inmaculada Concepción en Elmhurst, Illinois, una vitral donde se lo ve representado como un santo. También existe un proyecto para erigir una estatua en su memoria en la capital búlgara.
En Sofía y Baylovo se lo venera como un santo popular. Desde su muerte, cientos de laicos y religiosos han pedido a la iglesia ortodoxa que inicie un proceso formal de canonización para reconocerlo como un santo oficial.